# Harpenden
Harpenden é uma cidade e distrito de St Albans, no condado de Hertfordshire, a sudeste da Inglaterra. 
Estende-se sobre a estrada A1081, ao norte de St Albans. Harpenden tem, excepcionalmente, um alto desempenho nas escolas e comboios rápidos comboio para a cidade de Londres e os aeroportos tornam-na popular e as pessoas afluem a ela como uma cidade dormitório, com o The Daily Telegraph listando-a como a oitava cidade mais rica, em Maio de 2008. Com um preço médio de 500 mil libras esterlinas por casa, para além de muitas propriedades que podem custar até £ 3/4 milhões, é um dos lugares mais caros para se viver no Reino Unido fora de Londres. [carece de fontes?]
A população total da cidade é cerca de 30 mil habitantes.

## Geminações
- Cosne-Cours-sur-Loire,  França
- Alzey,  Alemanha

## Moradores famosos
- Stanley Kubrick